# XPlay
XPlay é uma aplicação arrastar e soltar criada pela Mediafour. Ele permite a inserção fácil de músicas digitais em um iPod, sem suporte da Apple Inc.. Conhecido por permitir a utilização em Windows de antigos iPods formatados para Mac OS.